# Madeleine Paulmier
Pour les articles homonymes, voir Paulmier.
Madeleine Paulmier est une jeune fille vivant au XVIIIe siècle, servante chez la marquise Perrotin de Baumont qui, selon une tradition lorraine, aurait donné son nom à  une recette de gâteau  qu'elle tenait de sa grand-mère, la madeleine.

## Historique

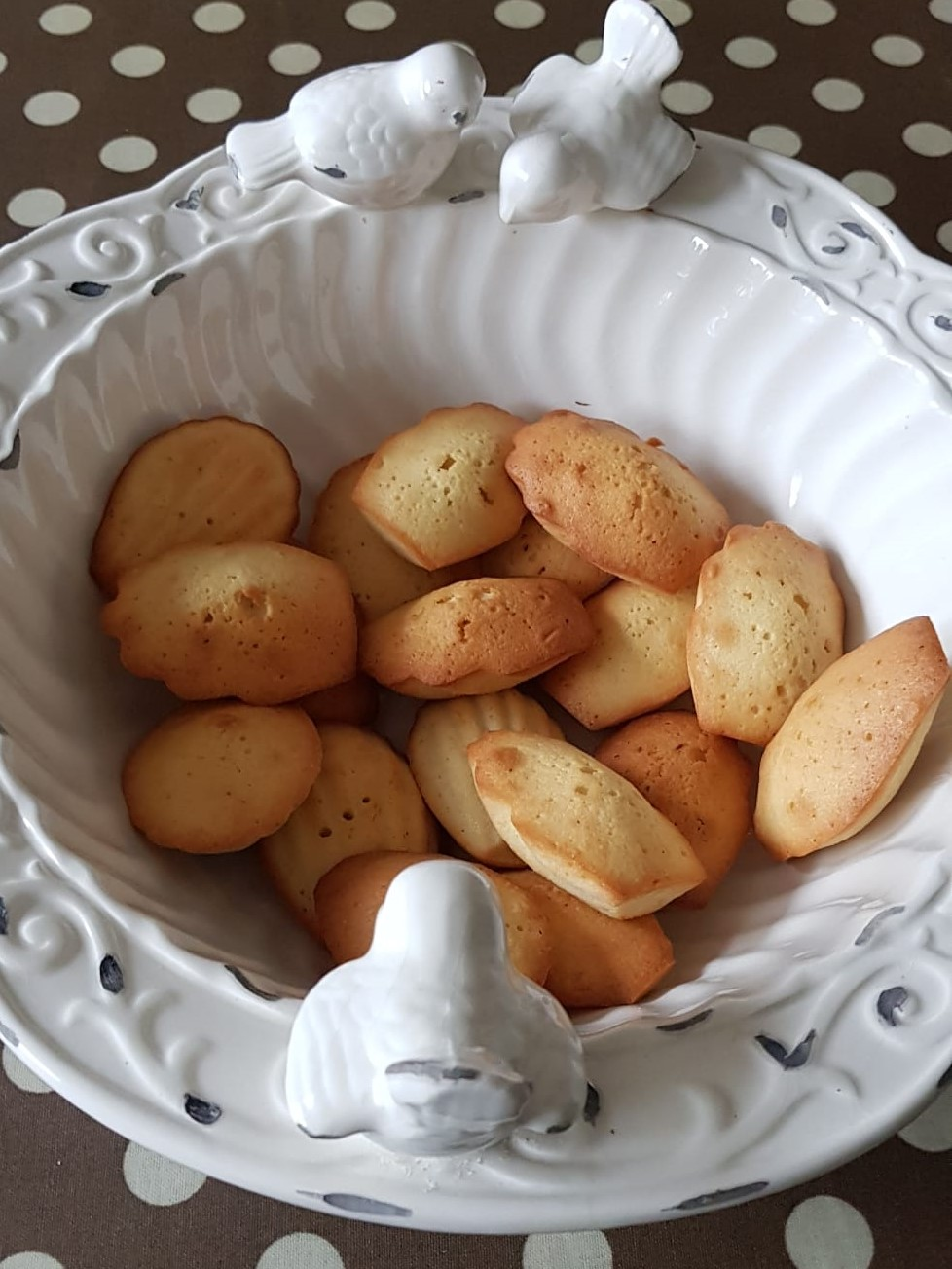
Madeleines

Voici la légende telle qu'elle est rapportée habituellement,,,,.

« En 1755, le duc Stanislas Leszczyński, roi titulaire de Pologne en exil et régnant à titre viager sur la Lorraine et  Barrois grâce à  son gendre le roi Louis XV de France, donne un grand dîner en son admirable château de Commercy.

Tandis que l'on devise entre gens d'esprit, un domestique s'approche du roi et lui fait part - aussi discrètement que possible - d'un incident regrettable survenu dans les cuisines du château : une dispute a éclaté entre l'intendant et le cuisinier. Ce dernier a rendu son tablier et s'est retiré en emportant le dessert.
Le dîner et la joie de vivre des convives semblent compromis. Le roi de Pologne risque d'être moqué par toute l'Europe. C'est alors qu'une jeune servante aurait proposé de concocter une recette de gâteau qu'elle tenait de sa grand-mère. Faute de mieux, on fut bien obligé d'accepter.
La société fit grand accueil à ce petit gâteau à la forme si originale.
Soulagé, Stanislas aurait alors demandé qui était l'auteur d'un tel délice et se fit présenter l'héroïne du jour. Le vieux souverain qui appreciait les charmes de la jeunesse, demanda son prénom à la jeune fille et, galamment, l'attribua au gâteau, permettant ainsi à cette jeune fille anonyme d'entrer dans l'histoire et de participer à la renommée de la ville. »

Cependant l'historien lorrain Charles Sadoul attribue  cette recette à une cuisinière du cardinal de Retz, qui a vécu un siècle plus tôt. D'autres sources évoquent une origine médiévale sur les chemins de Compostelle ou, au contraire une création plus tardive par Jean Avice, pâtissier de Talleyrand.